# Tiroteo de Plymouth
El tiroteo de Plymouth fue un asesinato en masa en Keyham, Plymouth, Devon, Reino Unido, ocurrido el 12 de agosto de 2021. Un joven armado, Jake Davison, de 22 años, disparó y mató a cinco personas e hirió a otras dos antes de dispararse fatalmente. La policía no ha identificado un motivo.
Fue el primer tiroteo masivo fatal en el Reino Unido desde los tiroteos de Cumbria de 2010. El Ministerio del Interior anunció que emitiría directrices actualizadas para las solicitudes de licencias de armas de fuego.

## Antecedentes
Los tiroteos masivos son muy raros en el Reino Unido. Es necesario tener un certificado de armas de fuego (FAC) o un certificado de escopeta (SGC) para poseer legalmente la mayoría de las clases de armas de fuego permitidas; en Gran Bretaña, los certificados son otorgados por la autoridad policial local. Para un FAC, el solicitante debe demostrar una buena razón para poseer el arma de fuego en particular, así como tener un almacenamiento seguro certificado, mientras que un SGC solo requiere este último; ambos tipos de certificado requieren una verificación de antecedentes.
El tiroteo masivo fatal anterior más reciente en el Reino Unido fue el tiroteo en Cumbria de 2010, cuando el pistolero solitario Derrick Bird mató a 12 personas usando dos armas de fuego con licencia.

## Tiroteo y respuesta de emergencia

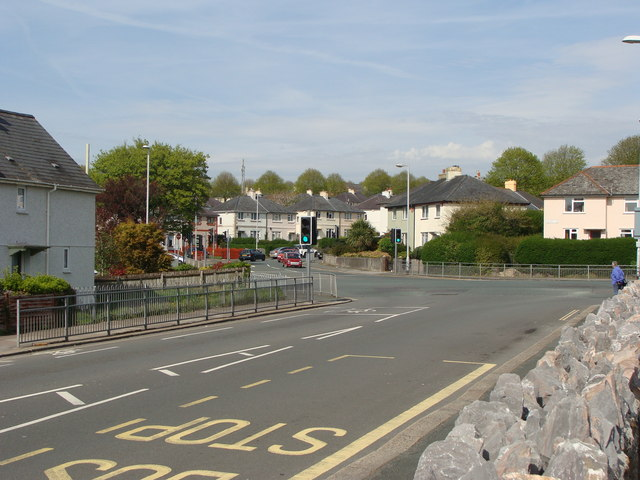
Henderson Place, la calle donde terminó el tiroteo (en la foto en 2010)

A las 18:11 BST (UTC+1) el 12 de agosto de 2021, la policía recibió informes de disparos dentro de una casa en Biddick Drive, una calle residencial en el área de Keyham de Plymouth, Devon; dentro de la casa, Jake Davison, de 22 años, había matado a su madre de 51 años después de una discusión. Luego salió de la casa con lo que los testigos describieron como una escopeta de acción de bomba, y disparó y mató a una niña de 3 años y a su padre de 43 años en la calle. A continuación, hirió a una mujer de 53 años y a su hijo de 33 en una casa en Biddick Drive, antes de disparar y matar a un hombre de 59 años en un parque cercano. Davison luego fue a Henderson Place, donde disparó e hirió de muerte a una mujer de 66 años; le dijo a un residente que pasaba que no había “nada de qué preocuparse, compañero”. Poco antes de suicidarse, Davison fue descrito como “caminando como si estuviera patrullando, como un soldado con un arma” y con una “expresión en blanco”. A las 18:23, Davison se disparó en Henderson Place.

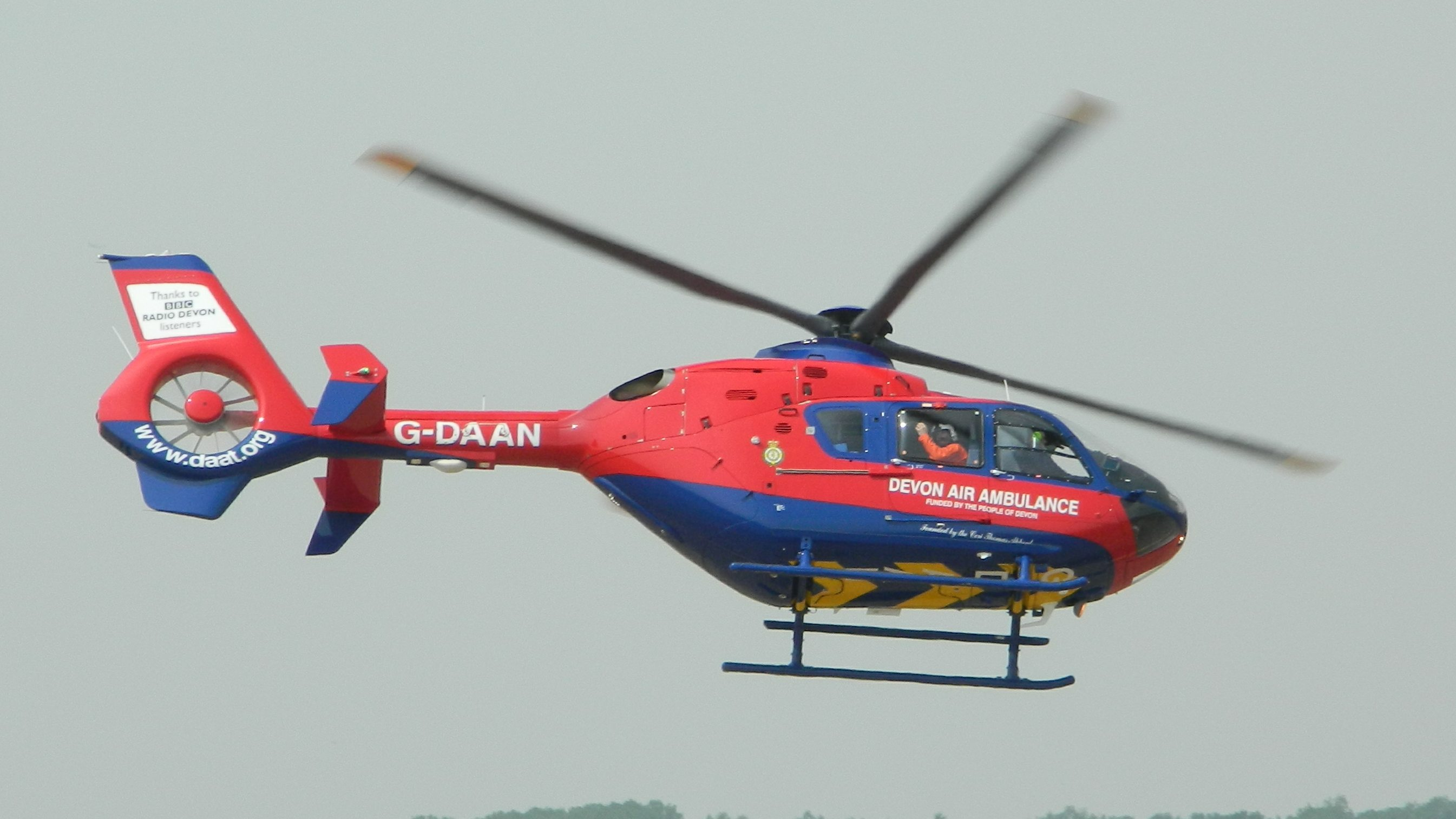
G-DAAN, una de las ambulancias aéreas que asistieron a la escena (en la foto en 2013)

La Policía de Devon y Cornualles y el Servicio de Ambulancias del Sudoeste fueron alertados del incidente a las 18:11 y 18:12 horas, respectivamente. El servicio de ambulancias respondió con un número significativo de recursos, incluyendo un equipo de respuesta a áreas peligrosas, ambulancias, cuatro ambulancias aéreas, médicos y paramédicos de alto nivel. Los oficiales de policía que respondieron asistieron a la escena a los seis minutos de las llamadas de emergencia, y posteriormente encontraron los cuerpos de Davison y cuatro de las víctimas. Describieron los hechos como un “incidente grave con armas de fuego” y establecieron trece escenas del crimen diferentes dentro del área acordonada.
La mujer tiroteada en Henderson Place fue tratada en la escena por varias heridas de bala, pero más tarde murió en el Hospital Derriford. Los dos sobrevivientes recibieron lesiones significativas pero no amenazantes para la vida. A las 21:25 horas, la policía informó que creía que el incidente estaba contenido.

## Autor
El pistolero fue identificado por la policía como Jake Davison. Era un aprendiz de operador de grúa de 22 años en la empresa de seguridad y defensa Babcock International. El jefe de policía de la policía de Devon y Cornualles, Shaun Sawyer, dijo que se desconocía el motivo de Davison, pero que la policía creía que el tiroteo fue un “incidente doméstico [que] se extendió a las calles”. Declaró que la policía no estaba considerando el terrorismo como un motivo, aunque los comentaristas han cuestionado si las ideologías de Davison constituyen terrorismo.
Davison era un visitante habitual de las Islas Shetland, un destino remoto en el Reino Unido, donde pasó largos períodos de tiempo con los familiares de su madre, donde se plantearon las primeras preocupaciones sobre su estado mental. En 2016, Davison fue denunciado a la policía por presuntamente atacar a un hombre y a la novia embarazada de este, no muy lejos de donde ocurriría el tiroteo. Davison fue advertido por la policía pero no procesado. Una fuente cercana a la familia dijo que Davison se había deteriorado recientemente después de sufrir problemas de salud mental durante la mayor parte de su vida, y que su madre estaba “pidiendo ayuda a las autoridades, pero nadie hizo un chequeo de bienestar”. Durante los confinamientos por COVID-19 en el Reino Unido en los 18 meses anteriores al tiroteo, Davison había accedido a una organización benéfica local de apoyo a la salud mental.
Davison tenía licencia para poseer un arma de fuego desde 2018, y la policía cree que usó un arma de fuego legalmente obtenida en el tiroteo. La policía había retirado la escopeta y la licencia de Davison en diciembre de 2020 tras una acusación de asalto descrita como “una disputa con dos jóvenes”, pero se las devolvieron a principios de julio de 2021, un mes antes de los asesinatos, después de completar un curso de manejo de la ira. Tras la autorremisión de la policía de Devon y Cornualles a la Oficina Independiente de Conducta Policial, el IOPC investigó los tratos anteriores del servicio con Davison, su decisión de otorgar una licencia de armas de fuego y la decisión de restablecer la licencia, y devolver su arma, después de que fue revocado temporalmente.

### Puntos de vista misóginos e incel
Davison subía videos a YouTube bajo el nombre de “Profesor Waffle”. Sus videos incluían referencias a “inceldom”, el ideario de la píldora negra y el nihilismo en general. En su último video subido, Davison se describió a sí mismo como “golpeado y derrotado por la vida” y dijo: “No me aclararía  [sic] como un incel, pero he hablado con personas similares a mí que no han tenido nada más que ellos mismos”.
Davison expresó puntos de vista misóginos y homofóbicos, y usó Reddit para compartir hostilidad y resentimiento hacia su madre, quien había intentado repetidamente obtener, y persuadirlo para que recibiera, tratamiento para su salud mental. En Reddit, se suscribió a contenido relacionado con los incel (célibes involuntarios), y otros clips de sus videos contenían más referencias y terminología utilizada por esa comunidad. En un clip, habló de haberse “perdido un romance adolescente” y se refirió a “Chad”, jerga para un hombre seguro y sexualmente activo. Dijo que había considerado usar drogas para “compensar esa experiencia adolescente perdida” y que “tengo la sensación de que perdí ese barco y nunca volverá”.
Davison también fue activo en los subreddits entusiastas de las armas. Reddit suspendió su cuenta un día antes del tiroteo por hacer comentarios inapropiados a una usuaria estadounidense de la plataforma de 16 años. Davison inicialmente había sido amigo de la chica y había discutido tener una relación con ella, antes de que la conversación se agriara y comenzara a pedirle repetidamente tener relaciones sexuales. Según el informe, la chica se quejó de que él le había pedido repetidamente que saliera con él, viajara para ir a verlo y tuviera relaciones sexuales con él, y había hecho comentarios sobre cómo el sexo con alguien de su edad es aceptable porque es legal en el Reino Unido. Varios usuarios la instaron a denunciarlo a la policía, pero ella escribió que no sabía qué hacer y que su madre le había aconsejado que no se involucrara.
La madre de Davison había comenzado a discutir con su hijo sobre sus puntos de vista sexistas y diatribas sobre las mujeres en los meses previos al tiroteo. Un vecino dijo que Davison y su madre “solían estar cerca [...] pero luego sus puntos de vista cambiaron y fue en contra de las mujeres y se convirtió en un misógino [...] chocaron mucho sobre eso”. Davison tuvo una confrontación física con su padre poco antes del tiroteo. Las cuentas de Facebook y YouTube de Davison fueron canceladas de acuerdo con las políticas de comportamiento de los sitios.

## Reacciones
El 13 de agosto se celebró una vigilia nocturna en North Down Crescent Park en Keyham. Las banderas de la ciudad ondearon a media asta y esa noche se encendieron esa noche como señal de respeto.
Los libros de condolencias se publicaron en varios lugares, junto con un libro en línea en el sitio web del Ayuntamiento de Plymouth. Se colocaron varios monumentos conmemorativos en áreas cercanas a las escenas del crimen, donde se colocaron flores y tarjetas, así como otras vigilias improvisadas realizadas por los residentes en memoria de las víctimas.
El 19 de agosto se abrió en Plymouth la investigación sobre las muertes de Davison y sus cinco víctimas. DI Steve Hambly, quien lidera la investigación, con el nombre en código operación Lillypad, dijo que aparte de la madre de Davison, las víctimas habían sido atacadas al azar por una persona que no conocían. El forense principal en Plymouth, Ian Arrow, pidió al IOPC que examinara el caso de Michael Atherton, de 42 años, quien mató a su pareja, su hermana y su sobrina antes de suicidarse el día de Año Nuevo de 2012 en Condado de Durham.

### Licencias de armas de fuego
El 15 de agosto de 2021, el gobierno anunció que emitiría una guía para exigir a la policía que investigara las publicaciones en las redes sociales de los solicitantes de licencias de armas de fuego y los titulares actuales. Antes de que se publique la nueva guía, el Ministerio del Interior pidió a todos los servicios de policía de Inglaterra y Gales que “revisaran inmediatamente sus prácticas y si era necesario volver a examinar las licencias existentes”.